# Xanthogramma udege
Xanthogramma udege är en tvåvingeart som beskrevs av Violovitsh 1975. Xanthogramma udege ingår i släktet kilblomflugor, och familjen blomflugor. Inga underarter finns listade i Catalogue of Life.